# ブル島

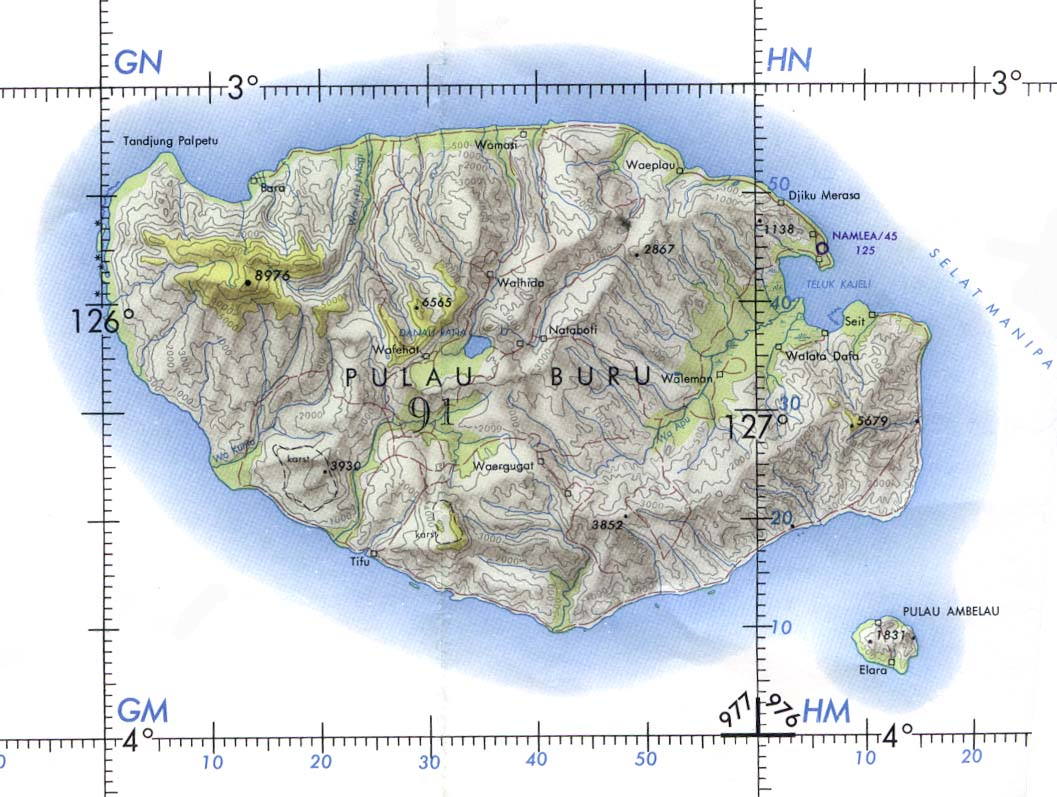
ブル島

ブル島（インドネシア語：Kabupaten Buru）は、インドネシアのモルッカ諸島にある島。面積は9,505km2でモルッカ諸島の島で3番目に大きい。人口は約10万人で、住民の8割が海岸平野に住む。
島の中央部は山地で、最も高い山は標高2729mのカプラマダ山である。ブル島の主な特産品は、黒檀、チーク、サゴヤシ、ココナッツである。
島の住民は、多数派の沿岸住民と少数派の山岳部住民にはっきりと別れる。沿岸住民のほとんどはイスラム教徒で、そのうち1/3が土着の人々、残りが移民である。しかし、移民のほとんどはモルッカ諸島のほかの島々から移住して何世代も経ているので明確に区別できない。また、1960年代以降にジャワ島から移住してきた人々も住む。
少数派の山岳部住民は、イスラム教を信仰せず、独自の文化を保っており、セラム島の先住民、アルフル人と近縁だといわれる。

## 歴史
- オランダによる植民地化以前のブル島は、テルナテ王国の勢力範囲にあった。
- 1658年、オランダ東インド会社（VOC）によって占領される。
- 1799年にVOCが解散すると、オランダ政府による支配が始まり、政府は現地の指導者（ブルのラジャと呼ばれていた）に島の管理を命じた。
- 1945年、インドネシア独立。
- 1965年の9月30日事件以降、スハルトにより共産党勢力とそのシンパが弾圧され、多くの囚人が島の収容所に送り込まれた。1977年までに約14,000人がブル島に送られたといわれている。
- 2010年7月25日、集中豪雨により地すべりが発生。多数の民家が巻き込まれ、18人が死亡[2]。